# تورک‌سی
تورک‌سی (به انگلیسی: Torksey) یک روستا و محله مدنی در بریتانیا است که در West Lindsey واقع شده‌است. تورک‌سی ۸۷۵ نفر جمعیت دارد.